# Super Animal Royale
Super Animal Royale é um videogame indie de battle royale desenvolvido pela Pixile Studios e publicado pela Modus Games, com compatibilidade no Microsoft Windows, macOS, Xbox One, Xbox Series X/S, PlayStation 4, PlayStation 5, Nintendo Switch e Stadia. Se jogam 64 jogadores por partida (com as possibilidades de jogar no modo singular, em dupla, e em time de quatro pessoas), com personagens animais antropomórficos que usam várias armas, de fogo ou não, com uma perspectiva 2D que foi construído usando o serviço Unity. Os designers do jogo são Michael Silverwood e Chris Clogg; Jake Butineau é o compositor das músicas que compõem o jogo.

## Versões
Houve uma primeira versão inicial do jogo, publicado no Steam como acesso antecipado em 12 de Dezembro de 2018, sendo que foi lançada uma versão de demonstração gratuita dele no mês seguinte, Janeiro de 2019. No Xbox One e Xbox Series X/S apareceu uma versão disponível no Xbox Game Pass em 1° de Junho de 2021. O jogo saiu do acesso antecipado no Steam e foi lançado em 26 de Agosto de 2021 no Xbox One, Xbox Series X/S, Nintendo Switch, PlayStation 4 e PlayStation 5.

## Jogabilidade
Super Animal Royale é um jogo de tiro em 2D, onde até 64 pessoas jogam competindo até que tenha a última pessoa, dupla ou time em pé. O jogo contém uma variedade de armas, de reais até armas imaginárias. Cada pessoa pode personalizar seus personagens com roupas, chapéus, animais companheiros e armas diversificadas completando missões e objetivos. Os jogadores podem desbloquear mais personagens coletando o DNA de várias espécies de diferentes tipos de animais que você ganha após cada partida. É possível subir de nível para o jogador ter chance de começar a descobrir novos DNAs de animais que ainda não eram possíveis de ganhar.
Ao entrar em um lobby, os jogadores esperam durante cerca de 1 minuto até a partida começar enquanto eles ficam em uma área sem combate. Cada combatente salta de paraquedas de uma grande águia no campo de batalha, que vão coletando armas, coletes, munições, itens e mais objetos para tentar sobreviver. Os jogadores começam com uma katana como primeira arma, podendo achar armas ou munições automáticas e semiautomáticas, como também podem coletar granadas para explodir nos outros combatentes, bananas para fazer o adversário escorregar e bombas de cheiro de gambás para ir tirando a vida do adversário com o tempo. Também poderão ser achadas bolas de hamster para poder rolar e ir mais rápido pelo mapa, ao mesmo tempo podendo atropelar outros combatentes; como também tem uma ave terrestre que os oponentes podem montar e atacar outros jogador com ela. O gás super skunk vai se aproximando cada vez mais do meio do círculo de vida, forçando os jogadores irem se aproximando, pois o gás super skunk vai tirando a vida dos combatentes ao pouco.

## Desenvolvimento
O jogo começou a ser desenvolvido em outubro de 2017 pela Pixile Studios. O jogo foi inspirado em jogos semelhantes de tiro, como H1Z1 e PUBG. O designer-chefe Michael Silverwood e o  desenvolvedor-chefe Chris Clogg construíram o jogo no Unity e criaram uma mecânica de linha de visão de esconder os jogadores nas sombras dos objetos, assim, modificando um plug-in Unity existente para ajudar no desempenho. De acordo com Silverwood, ele gostou muito da ideia de personagens coloridos e que parecem bonitos, mas totalmente violentos na batalha.